# Microelectrònica

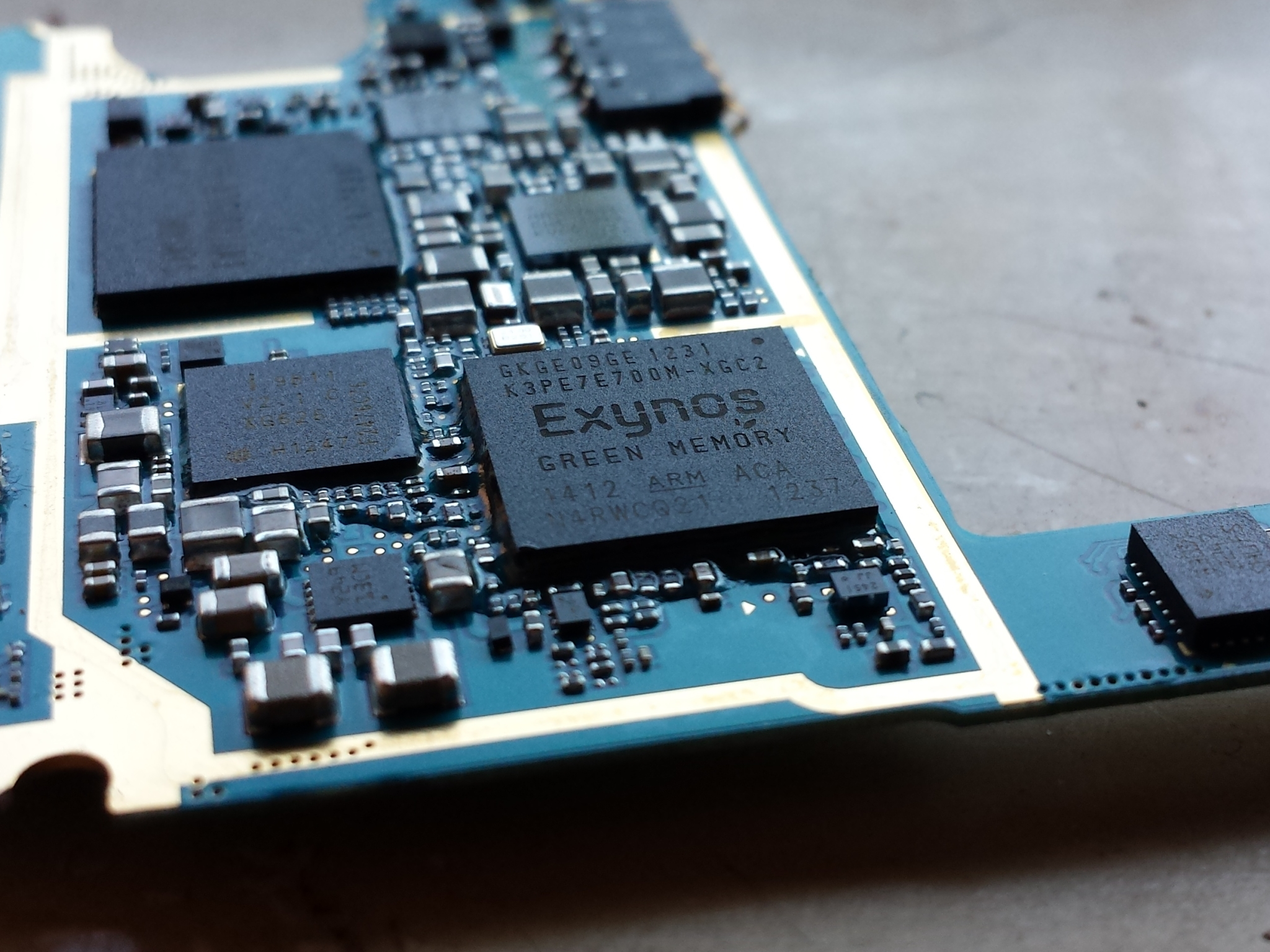
Microprocessador ARM (Advanced Risc Machines) utilitzat en un Samsung S III.

La microelectrònica és l'aplicació de la ciència electrònica a components i circuits de dimensions molt petites, microscòpiques i fins a nivell molecular per a produir dispositius i equips electrònics de dimensions reduïdes però altament funcionals.
Els sistemes microelectrònics són sistemes digitals construïts a partir d'un o més circuits integrats i contenen una unitat central de processament (CPU) –un microprocessador, microcontrolador o ambdós alhora– que els permet realitzar adequadament les seves funcions. El seu ús està pràcticament estès a la totalitat dels electrodomèstics, la maquinària industrial i les telecomunicacions.
En el futur, per causa de la creixent demanda de càlcul per part de la indústria espacial, militar, de la informació i de les comunicacions, es preveu que la microelectrònica pugui ser substituïda per la nanoelectrònica i l'espintrònica, en tant que la mida d'aquest tipus de dispositius pugui arribar a una mida de 10 nanòmetres.